# Sant Marçal de Puig-reig
Sant Marçal de Puig-reig és una església del municipi de Puig-reig (Berguedà) inclosa en l'Inventari del Patrimoni Arquitectònic de Catalunya.

## Descripció
L'església correspon a un exemplar del primer romànic modificat, possiblement del segle xi. Consta d'una sola nau, coberta amb volta de canó reforçada per dos arcs torals i coronada per un absis a llevant. L'absis és la part més interessant del conjunt, que encara conserva, en les seves parts altes, part de l'antiga decoració d'arcuacions cegues i bandes llombardes pròpies de l'arquitectura del primer romànic. Els murs de l'església haurien de tenir la mateixa ornamentació però ha desaparegut. Al centre de l'absis hi ha una petita finestra de doble esqueixada rematada amb un arc de mig punt adovellat. Als murs laterals de l'església hi ha esvelts contraforts. La porta original, al mur de migjorn fou tapiada i substituïda per una de nova, amb porxo, a ponent. L'aparell és desigual i col·locat en fileres.

## Història
La informació sobre l'església de Sant Marçal és totalment nul·la. Totes les afirmacions són hipòtesis encara no confirmades. Correspondria a un dels límits del territori termenat de l'antic castell de Puig-Reig, la seva possible relació amb la Pesta Negra del 1348, etc.
L'única notícia segura correspon a la seva datació arquitectònica de finals del segle xi o inicis del segle xii.
L'única notícia trobada sobre l'església correspon a un document sense data (Cartulari de Poblet, 300) citat per M. de Riquer a Guillem de Berguedà. I. Pp.282. Abadia de Poblet, 1971. El trobador Guillem de Berguedà decidint anar de peregrinació a Sant Jaume de Compostela fa un seguit de donacions: "...Et illi donant michi sacrarium Sancti Marcialis et mansum de Irena de Prad..." (segle xii).